# Julius Störzel
Julius Jochim Conrad Moritz Störzel (* 16. Oktober 1817 in Grabow (Elde); † 1. Februar 1902 in Schwerin) war ein deutscher Jurist und Instanzenrichter.

## Leben
Julius Störzel war ein Sohn des damaligen Oberamtmanns in Grabow und späteren mecklenburg-schwerinschen Finanzministers Georg Störzel und dessen Frau Julie, geb. Passow. Zu seinen Brüdern gehörten Georg Störzel (1814–1895), Oberpostamtsdirektor in Güstrow, Adolf Friedrich Störzel (1815–1889), mecklenburgischer Generalarzt, und Heinrich Störzel (1819–1885), Kaufmann und mecklenburgischer Konsul.
Er besuchte von Ostern 1833 bis September 1837 die Landesschule Pforta und studierte Rechtswissenschaften an den Universitäten Berlin, Göttingen und zuletzt ab Januar 1842 Rostock.
Nach seinem Examen war er zunächst als Advokat in Boizenburg tätig. Anfang 1850 trat er in den Dienst des Großherzogtums Mecklenburg-Schwerin und wurde am 11. Februar 1850 zum interimistischen Bürgermeister und Stadtrichter von Kröpelin bestellt. Er vertrat die Stadt im ständischen Landtag 1851. Am 28. Mai 1852 erhielt er die Stadtrichter-Stelle in Teterow, im folgenden Jahr wechselte er in gleicher Position nach Waren (Müritz).
Mit Wirkung vom 1. April 1856 wurde er Kriminalrat am großherzoglichen Kriminal-Kollegium in Bützow. Schon im folgenden Jahr kam er als Justizrat an das Oberappellationsgericht Rostock. Hier blieb er ab 1873 als Oberappellationsgerichtsrat und nach Einführung der Reichsjustizgesetze 1879 als Oberlandesgerichtsrat am Oberlandesgericht Rostock. 1890 ging er in den Ruhestand.

## Auszeichnungen
- Hausorden der Wendischen Krone, Komturkreuz (1889)